# Metro de Kunming
El metro de Kunming (en xinès: 昆明轨道交通) és un dels sistemes de transport públic de Kunming, capital de la província del Yunnan, a l'oest de la República popular de la Xina.

## Antecedents
Els carrers de Kunming fa temps que estan congestionats i des de finals dels anys noranta es parla d’un metro. Amb una proposta del 2006 es va començar el 2008 la construcció d'una línia nord-sud i una línia est-oest. L'actual sistema de trànsit ràpid es va anunciar per primera vegada el 2009, i la construcció estava prevista per començar a finals d'aquest mateix any. Les rutes proposades no només servirien els viatgers al centre de la ciutat de Kunming, sinó que ajudarien a fomentar el desenvolupament al sud-est de la ciutat. El suburbi de Chenggong ha estat el lloc d’un recent auge de la construcció, tot i que la majoria de les noves promocions encara estaven desocupades sense connexions de trànsit adequades. Així, el metro de Kunming tenia el doble propòsit d’alleujar els problemes de trànsit al nucli de la ciutat i fomentar el creixement al sud-est.
La construcció de les línies 1 i 2 va començar oficialment el maig del 2010, després de mesos de retards. Una secció elevada de proves estava en construcció des del 2009. Les línies 1 (34 km) i 2 (22 km) s’havien d’obrir el 2012, però amb els retards no es van obrir fins a principis del 2013. La construcció de la línia 3 va començar l'agost de 2010 i es va inaugurar el 29 d'agost de 2017.
Es preveu que la construcció de la línia 1 pugui costar fins a 32.000 milions de iuans (4.500 milions de dòlars EUA), amb un quilòmetre de metro elevat que costarà uns 250 milions de iuans i que cada quilòmetre de metro subterrani costarà entre 400 i 800 milions de iuans. El principal contractista és China Railway Construction Corporation (CRCC).

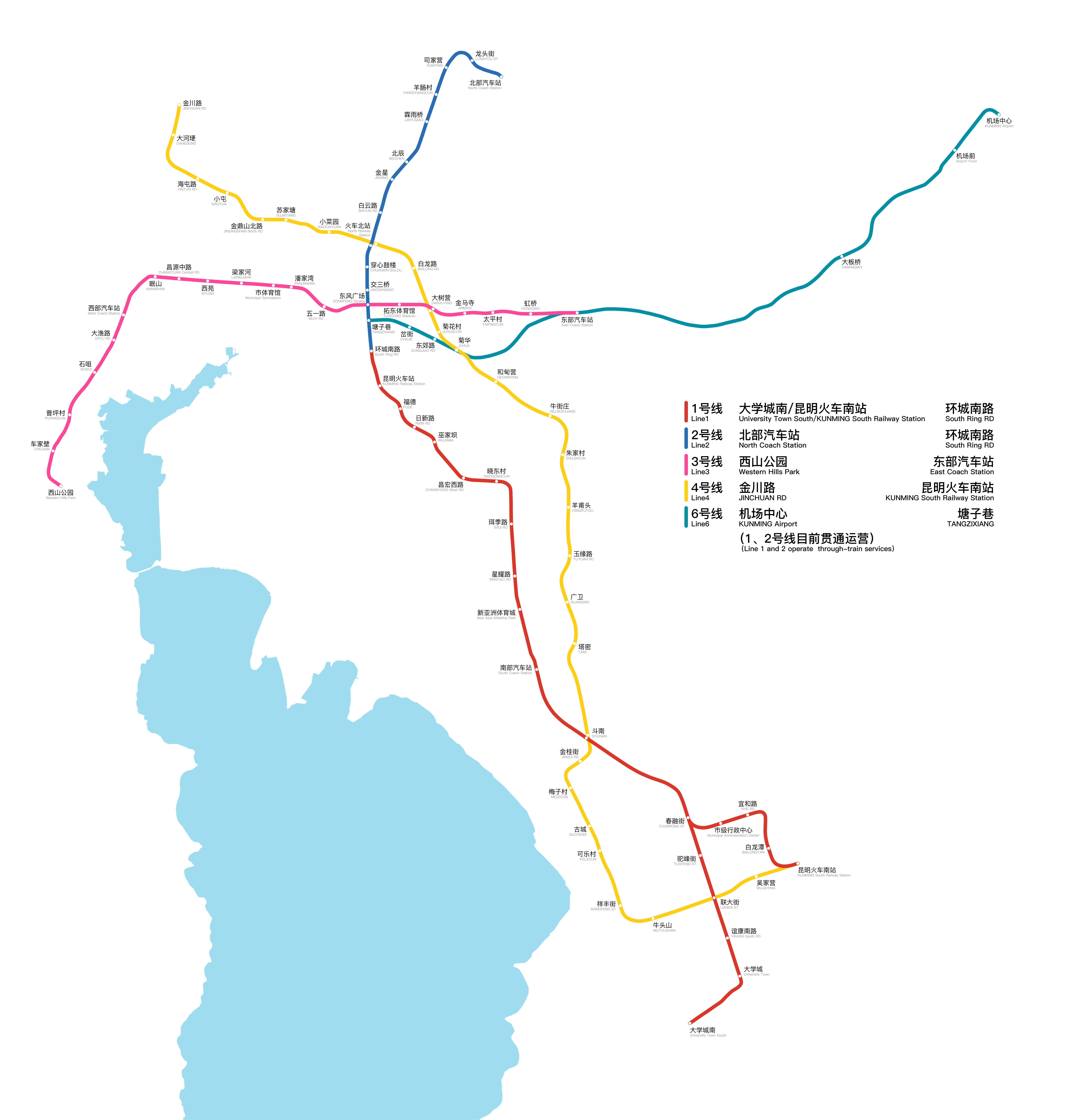
Línies del metro de Kunming

## Xarxa actual
| Línia   | Terminal          | Terminal              | Explotant | Longitud total en km | Parades | Obertura |
|         |                   |                       |           |                      |         |          |
| Línia 1 | South Ring Road   | University Town South | TBD       | 34,3                 | 22      | 2013     |
| Línia 1 | South Ring Road   | Kunming South Railway | TBD       | 34,3                 | 22      | 2013     |
| Línia 2 | North Bus Station | South Ring Road       | TBD       | 11,4                 | 14      | 2014     |
| Línia 3 | Western Hill Park | East Bus Station      | TBD       | 23,4                 | 20      | 2017     |
| Línia 6 | East Bus Station  | Airport Center        | TBD       | 18,2                 | 4       | 2012     |
|         |                   |                       |           |                      |         |          |

Nota : TBD significa to be defined, sigui « encara no definit ».

### Línia 6
La línia 6 va obrir el 28 de juny de 2012. Es va tractar d'una línia expres de 18,18 km que connecta les futures altres línies de la xarxa a l'aeroport internacional de Kunming. Té quatre parades.

### Línia 4
L'any 2019, la part de Kunming de la via ferrocarrils d'Indoxina i Yunnan és destruïda a Kunming, per de la construcció de la línia 4. Després es va reconstruir com a línia turística